# فيروس تبرقش القنبيط
فيروس تبرقش القنبيط (بالإنجليزية: Cauliflower mosaic virus)‏ هو أحد الفيروسات النباتية من مجموعة فيروسات التبرقش. ينتمي إلى جنس فيروس القنبيط (بالإنجليزية: Caulimovirus)‏ ، وهو أحد ستة أنواع في فصيلة فيروسات القنبيط (باللاتينية: Caulimoviridae).

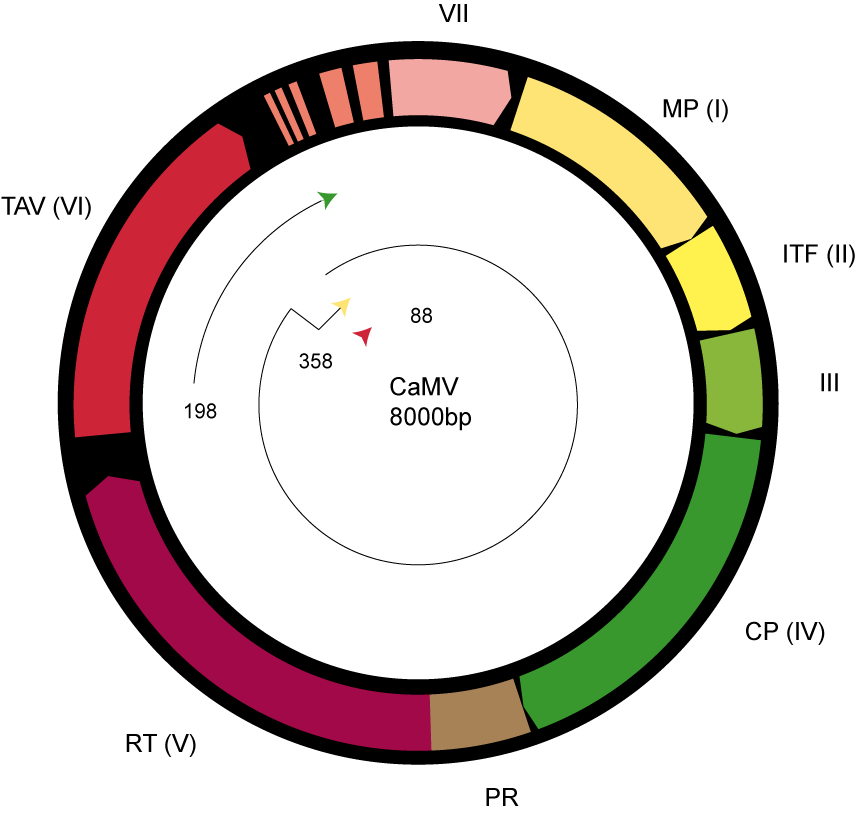
الخريطة الجينية لفيروس تبرقش القنبيط